# Sierra Mágina (Comarca)
Die Comarca Sierra Mágina ist eine der zehn Comarcas der spanischen Provinz Jaén. Sie wurde wie alle Comarcas in der Autonomen Gemeinschaft Andalusien mit Wirkung zum 28. März 2003 eingerichtet.
Die Comarca liegt im Süden der Provinz und umfasst 14 Gemeinden mit einer Fläche von 1.389,73 km².

## Lage
| Comarca Metropolitana de Jaén | La Loma                                     |                   |
|                               | Kompassrose, die auf Nachbargemeinden zeigt | Sierra de Cazorla |
| Sierra Sur                    | Provinz Granada                             |                   |

## Gemeinden
| Gemeinde               | Einwohner (2024) | Fläche km² | Dichte Einw./km² | Cod INE | Postleitzahl  |
| ---------------------- | ---------------- | ---------- | ---------------- | ------- | ------------- |
| Albanchez de Mágina    | 930              | 38,83      | 24               | 23001   | 23538         |
| Bedmar y Garcíez       | 2.571            | 118,80     | 22               | 23902   | 23537 — 23539 |
| Bélmez de la Moraleda  | 1.509            | 49,44      | 31               | 23015   | 23568         |
| Cabra del Santo Cristo | 1.651            | 187,03     | 9                | 23017   | 23550         |
| Cambil                 | 2.632            | 139,89     | 19               | 23018   | 23120         |
| Campillo de Arenas     | 1.703            | 116,72     | 15               | 23019   | 23130         |
| Cárcheles              | 1.293            | 40,50      | 32               | 23901   | 23191, 23192  |
| Huelma                 | 5.522            | 250,29     | 22               | 23044   | 23560         |
| Jimena                 | 1.234            | 48,04      | 26               | 23052   | 23530         |
| Jódar                  | 11.366           | 148,78     | 76               | 23053   | 23500         |
| Larva                  | 436              | 41,76      | 10               | 23054   | 23591         |
| Noalejo                | 1.783            | 49,66      | 36               | 23064   | 23140         |
| Pegalajar              | 2.827            | 79,95      | 35               | 23067   | 23110         |
| Torres                 | 1.343            | 80,04      | 17               | 23090   | 23540         |
| Comarca Sierra Mágina  | 36.800           | 1.389,73   | 26               | –       | –             |

## Nachweise
1. ↑  Instituto Nacional de Estadística Municipal Register of Spain
2. ↑  Orden de 14 de marzo de 2003, por la que se aprueba el mapa de comarcas de Andalucía a efectos de la planificación de la oferta turística y deportiva, Boletín Oficial de la Junta de Andalucía (Amtsblatt der Regierung von Andalusien), Nr. 59 vom 27. März 2003, S. 6248